# Перед потопом (фильм)
Перед потопом (фр. Avant le déluge) — французско-итальянский драматический фильм 1954 года, поставленный режиссёром Андре Кайатом. Фильм принимал участие в конкурсной программе 7-го Каннского международного кинофестиваля 1954 года и получил Международный приз.

## Сюжет
Париж, начало пятидесятых годов. Ришар, его подруга Лилиан, Даниэль, Жан и Филипп — совершенно разные по социальному происхождению молодые люди. Их объединяет обеспокоенность тем, что из-за войны в Корее может случиться Третья мировая война. Для того, чтобы спастись, они мечтают уехать на какой-нибудь удалённый остров в Тихом океане.
Семьи молодых людей затрагивает множество проблем: отец Филиппа, разбогатевший, спекулируя во время войны, думает только о деньгах, мать имеет любовника и переживает только из-за своей красоты; отец Ришара был коллаборационистом во время нацистской оккупации и подстрекает сына ненавидеть евреев; Даниэль, сын еврейской семьи, сгинувшей в лагерях нацистов, живёт благодаря дяде-американцу, который содержит его в Париже. Жан, лишившись отца, является объектом болезненной привязанности матери; Лилиан — дочь профессора, почти не уделяющего ей времени из-за занятий политикой.
Проект молодых людей по эмиграции из Франции сталкивается с проблемой отсутствия денег. Чтобы их достать, молодые люди решаются украсть ценную коллекцию почтовых марок, принадлежащую любовнику матери Филиппа. Однако кража идёт не по плану…

## В ролях
- Антуан Бальпетре — Monsieur Albert Dutoit
- Поль Бисцилиа — Jean-Jacques Noblet
- Бернар Блие — Monsieur Marcel Noblet
- Жак Кастело — Serge de Montesson
- Жак Шабассоль — Jean Arnaud
- Клеман Тьерри — Philippe Boussard
- Роже Кожьо — Daniel Epstein
- Леонс Корн — Commissaire Auvain
- Жак Файе — Richard Dutoit
- Поль Франкёр — Monsieur Boussard
- Иза Миранда — Madame Françoise Boussard
- Карло Нинки — председательствующий судья
- Лин Норо — Madame Arnaud
- Марсель Перес — Inspecteur Mallingré
- Альбер Реми — официант
- Делия Скала — Josette
- Андре Вальми — второй полицейский инспектор
- Жюльен Вердье — ночной сторож
- Марина Влади — Liliane Noblet
- Мария Дзаноли — Madame Dutoit

## Награды
Фильм получил «Международный приз» от жюри в Каннах, режиссёр Кайат и соавтор сценария Спаак получили «Почётное упоминание». Награда была не только признанием художественной ценности фильма, но и протестом жюри (в состав которого входили такие личности, как Жан Кокто, Луис Бунюэль и критик Андре Базен) против запретов и цензуры, налагаемых властями. Марина Влади, которая до этого работала почти исключительно в Италии, получила «Приз Сюзанны Бьянкетти» за роль молодой и разочарованной Лилиан Нобле как лучшая новая французская актриса.